# Мариан Маринов
Мариан Весков Маринов е български актьор. Занимава се предимно с озвучаване. Най-известен е като гласът на bTV.

## Биография
Мариан Весков Маринов е роден на 31 август 1967 г. в Троян. През 1986 г. завършва Немската гимназия в Ловеч, а през 1992 г. и ВИТИЗ със специалност „актьорско майсторство за драматичен театър“ в първия клас на професор Стефан Данаилов.

## Актьорска кариера
Веднага след дипломирането си е назначен в Младежкия театър в София, където играе осем години до напускането си през 2000 г., когато започва да се занимава главно с телевизия.

## Кариера на озвучаващ актьор
От първата половина на 90-те години Маринов започва да се занимава с озвучаването на филми, сериали и реклами, като регулира останалото си време в театъра и в студиата на БНТ. Озвучавал е във филми, издавани от Мулти Видео Център, Видеокъща Диема и Диана-24 Видео.
Маринов е известен с участието си в дублажа на анимационни филми на Disney и Pixar. Той дублира Баз Светлинна година в „Играта на играчките“, Тарзан в едноименния филм, Арон и Бог в „Принцът на Египет“, Кронк в „Омагьосаният император“, Г-н Феноменален във „Феноменалните“, Крал Пепи в „Тролчета“ и други.
Също така работи и като режисьор на дублажи за bTV и Александра Аудио. Едни от сериалите, режисирани от него, са „Великолепната седморка“ и първи сезон на „Двама мъже и половина“.
Той записва поредица от компактдискове с българска поезия на Иван Вазов, Николай Лилиев, Пейо Яворов, Дамян Дамянов, Никола Вапцаров, Пеньо Пенев и Андрей Германов.
| Актьор          | Заглавия | Роли                                                 |
| --------------- | --- | ---------------------------------------------------- |
| Джей Кей Симънс | Зоотрополис Рок Дог | Кмет Леодор Лайънхарт Кампа                          |
| Джеймс Кромуел  | Спирит Героичната шесторка | Полковник Робърт Калахан                             |
| Джеф Голдблум   | Принцът на Египет Котки и кучета (дублаж на Александра Аудио) | Арон Професор Чарлс Броуди                           |
| Крейг Нелсън    | Феноменалните Феноменалните 2 | Боб Пар/Г-н Феноменален                              |
| Крис Милър      | Шрек Шрек 2 | Огледало                                             |
| Тим Алън        | Играта на играчките Играта на играчките 2 Колите Играта на играчките 3 Ваканция на Хаваите Партизавър Рекс Играта на играчките: Страшна история Играта на играчките: На мистериозна земя Играта на играчките: Пътешествието Ралф разбива интернета | Баз Светлинна година Колата Баз Баз Светлинна година |
| Уолт Дорн       | Тролчета: Турнето Тролчета: Бандата се събира | Крал Пепи Крал Пеп                                   |
| Хавиер Бардем   | Крокодилът Лайл Малката русалка | Хектор Валенти Цар Тритон                            |

### Анимационни сериали
- „Батман: Дръзки и смели“ – Батман (във втори сезон), 2011
- „Ким Суперплюс“ – Джеймс Суперплюс (в първи сезон), 2005
- „Легенда за Тарзан“ – Тарзан, 2002 – 2003
- „Планетянчетата“, 2005
- „Междузвездни войни: Войните на клонираните“ – Мейс Уинду
- „Пен Зироу: Почасов герой“, 2017

### Анимационни филми
- „Аладин и царят на разбойниците“ – Касим, 2005
- „Астерикс: Тайната на вълшебната отвара“, 2018
- „Вълшебният меч“ (дублаж на Арс Диджитал Студио) – Рубър, 1999
- „Всички на сърф“, 2007
- „Как да си дресираш дракон 2“ – Драго, 2014
- „Камъчето и пингвина“ – Роко, 1998
- „Ледена епоха 4: Континентален дрейф“ – Капитан Гът, 2012
- „Миньоните“ – Диктор, 2015
- „Мистър Пибоди и Шърман“ – Ай, 2014
- „Омагьосаният император“ – Кронк, 2001
- „Принцът на Египет“ – Арон и Бог, 2000
- „Спящата красавица“ – Разказвач, 2008
- „Тарзан (филм, 1999)“ – Тарзан, 2000
- „Тролчета“ (дублаж на Александра Аудио) – Крал Пепи, 2016
- „Храбро сърце“ – Допълнителни гласове, 2012
- „Чикън Литъл“ – Холивудския Чикън Литъл, 2005
- „Чудната петорка“ – Други гласове, 2012
- „Шрек“ – Огледалото, 2002
- „Шрек 2“ – Огледалото и допълнителни гласове

### Игрални филми (войсоувър дублаж)
- „Английският пациент“ (дублаж на студио Доли), 2021
- „Катерачът“ (дублаж на Мулти Видео Център)
- „Котки и кучета“ (дублаж на Александра Аудио), 2002
- „Приключението“ (дублаж на Мулти Видео Център), 1997
- „Тарзан, човекът маймуна“, 1996
- „Умирай трудно 3“ (дублаж на Мулти Видео Център), 1996
- „Хук“ (дублаж на Брайт Айдиас), 1992
- „Ченгето от Бевърли Хилс“ (дублаж на БНТ)

### Игрални филми (насинхронен дублаж)
- „Гарфилд“ – Сър Роланд, 2004
- „Дъмбо“ – Ронго, 2019
- „Книга за джунглата“ (дублаж на Александра Аудио) – Шир Хан, 2016
- „Междузвездни войни: Епизод VII - Силата се пробужда“ (дублаж на Александра Аудио) – Допълнителни гласове, 2015
- „Междузвездни войни: Епизод VIII - Последните джедаи“ – Други гласове, 2017
- „Мъпетите“ – Други гласове, 2012
- „Падингтън 2“, 2017
- „Уонка“ – Абакъс Крънч (Джим Картър), 2023

### Режисьор на дублажи
- „Баща мечта“ (дублаж на bTV), 2005
- „Гарфилд“, 2004
- „Грижовните мечета 2: Ново поколение“, 2004
- „Двама мъже и половина“ (в първи сезон), 2004
- „Луд по теб“, 2005
- „Отмъщението“, 2003
- „Ренегат“, 2000
- „Само за снимка“, 2004
- „Трима братя, три сестри“, 2004

### Кариера в телевизията
През 2000 г. е нает от bTV за техен глас и работи като такъв още от първия ден от създаването на телевизията. Той е режисьор на предаването „Иначе“ през периода му за култура, но го напуска, когато главна тема в него става шоубизнесът.
През септември 2017 г. става водещ на предаването „Късното шоу на bTV“, което бива спряно след само 2 епизода.

### Други дейности
Освен с актьорство, Маринов се занимава с режисура и писане. Негово дело са филмите „Цар Самуил в битка за България“, „Спомен за моите деца“, „В ефир“, „По-добрите новини“, „Малък филм за голямото шоу“, „Чудомир“ и „Изповедта на майстор Колю Фичето“. Той е един от създателите на сайта Istoria.bg.
Маринов е член на политическа партия Да, България.

### Личен живот
Има една дъщеря от брака си с актрисата Гергана Стоянова.

## Филмография
- „Дзифт“ (2008)
- „Революция Z“ (2013)
- „Под прикритие“ (2013)
- „Столичани в повече“ (2013)
- „Дамасцена: Преходът“ (2019) - Кемал
- „Дяволското гърло“ (2019)
- „Съни бийч“ – Димитър Крумов (2020)
- „Пътят на честта“ – Филип (2021, втори сезон)